# Madras Stock Exchange
Die Madras Stock Exchange (MSE) war eine Wertpapierbörse in Chennai, Indien. Die inzwischen aufgelöste MSE war die vierte Wertpapierbörse des Landes und die erste in Südindien.

## Geschichte
Die Madras Stock Exchange Association Ltd. wurde am 12. August 1937 eingetragen. Die ersten fünf Gründungsmitglieder waren Paterson & Co, Kothari & Co, Dalal & Co, Maconochie & Co und India Brokers. Die Madras Stock Exchange Association (Private) Limited wurde gemäß dem indischen Companies Act von 1913 eingetragen. Nach dem Inkrafttreten des Securities Contracts (Regulation) Act von 1956, der unerwünschte Wertpapiergeschäfte durch die Regulierung des Handels mit Wertpapieren, das Verbot von Auktionen und die Regelung bestimmter weiterer Aspekte verhindern sollte, wurde die Gesellschaft – Madras Stock Exchange Limited – am 29. April 1957 gegründet.
1996 wurde die MSE vollständig computerisiert und der Online-Handel aufgenommen. Die MSE war über ein Weitverkehrsnetz mit 120 Maklerbüros in und um Chennai verbunden. Am 14. Mai 2015 gestattete die SEBI der Madras Stock Exchange den Ausstieg. Die Madras Stock Exchange hörte am 30. Mai 2015 auf zu existieren. Nach der Rückgabe ihrer Lizenz wurde die MSE in Madras Enterprises Ltd umbenannt und ist weiterhin als Subbroker für BSE und NSE tätig.